# Arnulf Schertel
Franz Jacob Arnulf Ludwig Schertel (* 24. Februar 1841 in München; † 11. März 1902 in Dresden) war ein deutscher Chemiker und Hochschullehrer für Hüttenkunde.

## Leben
Schertel war der Sohn eines Oberzollinspektors. Er besuchte in München das Gymnasium und studierte Chemie in München und Marburg. Im Jahr 1863 schloss er sein Studium ab. Er ging nach Braunschweig, wo er eine Assistentenstelle bei Friedrich Ludwig Knapp am Chemisch-technischen Laboratorium der Technischen Hochschule annahm.
Ab 1867 arbeitete er als Lehrer für Physik, Chemie und Mineralogie an der Höheren Handelshochschule in Hildesheim, 1870 wirkte er als Assistent am Lehrstuhl für Technische Chemie an der Andersonian University in Glasgow. 1871/72 reiste er in das Nevada County (Kalifornien), um Boraxlagerstätten zu untersuchen und zu begutachten. Im Jahr 1873 promovierte er an der Universität Leipzig zum Dr. phil., im gleichen Jahr wurde er als Nachfolger von Theodor Richter zum Vorstand des Hüttenlaboratoriums bei den Freiberger Hütten benannt. Am 1. Oktober 1896 wurde er ordentlicher Professor für Hüttenkunde an der Bergakademie Freiberg und Oberhüttenamtsassessor, außerdem leitete er weiter das Hüttenlaboratorium. Im Jahr 1899 wurde er zum Bergrat ernannt.
Schertel war Mitglied im Verein Deutscher Chemiker und wirkte von 1900 bis 1901 gemeinsam mit Erwin Papperitz als Vorsitzender des Freiberger Kunstvereins. Er starb 1902 in Dresden. Sein Grab befindet sich auf dem Freiberger Donatsfriedhof. Das Mineral Schertelit wurde nach Arnulf Schertel benannt.

## Veröffentlichungen (Auswahl)
- Ueber Naphtylsulfhydrat und Zweifach-Schwefelnaphtyl. In: Annalen der Chemie und Pharmacie. 132/1864, S. 91–95, Digitalisat
- Einige Beobachtungen über die graue Modification des Zinns. In: Journal für praktische Chemie. 19/1879, S. 322–326, doi:10.1002/prac.18790190130
- mit Theodor Erhard: Die Schmelzpuncte der Prinsep’schen Legirungen und deren pyrometrische Verwendung. In: Jahrbuch für das Berg- und Hüttenwesen in Sachsen. 1879, S. 154–170, Digitalisat
- Entkupfern des Werkbleies durch Saigerung auf den Freiberger Hüttenwerken. In: Jahrbuch für das Berg- und Hüttenwesen im Königreiche Sachsen. 1882, S. 176–178, Digitalisat
- mit J. von Schröder: Die Rauchschäden in den Wäldern der Umgebung der fiscalischen Hüttenwerke bei Freiberg. In: Jahrbuch für das Berg- und Hüttenwesen im Königreiche Sachsen. 1884, Zweites Heft, S. 93–120, Digitalisat
- mit Alfred Wilhelm Stelzner: Über den Zinngehalt und über die chemische Zusammensetzung der schwarzen Zinnblende von Freiberg. In: Jahrbuch für das Berg- und Hüttenwesen im Königreiche Sachsen. 1886, S. 52–71, Digitalisat
- Analysen von Producten der fiscalischen Hüttenwerke bei Freiberg. In: Jahrbuch für das Berg- und Hüttenwesen im Königreiche Sachsen. 1887, 2. Theil, S. 10–15, Digitalisat
- Uranerze der Grube Himmelsfürst bei Freiberg. In: Jahrbuch für das Berg- und Hüttenwesen im Königreiche Sachsen. 1889, S. 103–105, Digitalisat
- Beiträge zur Kenntniss des Bleikammerprocesses. In: Jahrbuch für das Berg- und Hüttenwesen im Königreiche Sachsen. 1890, S. 138–149, Digitalisat